# Kurt Russell
Kurt Vogel Russell (Springfield, Massachusetts, 17. ožujka 1951.), američki filmski glumac, nominiran za Zlatni globus. U mladosti je glumio u nizu filmova Walta Disneyja, a tijekom 1980-ih i 1990-ih istaknuo se ulogama akcijskih junaka u filmovima Bijeg iz New Yorka i Tango i Cash.

## Životopis
Rodio se u gradu Springfieldu, u Massachusettsu. Majka Louise bila je plesačica, a otac Bing karakterni glumac, poznat po seriji Bonanza.
Kurt svojim rodnim gradom smatra Rangley, Maine. Maturirao je u mjestu Thousand Oaks, Kalifornija.
Glumom se počinje baviti već u 10. godini prvo kao statist, a zatim u manjim serijama. Postigavši prvi uspjeh, 1960. godine dobiva dugoročan ugovor s Waltom Disneyjem. Za njegovu kompaniju snimio je niz tinejdžerskih filmova, a osobito se proslavio ulogom Dextera Rileya, lika kojeg je tumačio više puta.
Pojavio se 1963. u filmu Elvisa Presleyja, It Happened at the World's Fair, kojeg je i utjelovio 1979. godine u biografskom TV filmu snimljenom za ABC.
S vremeno je odustao od glume i postao profesionalni igrač bejzbola, ali ozljeda ga je primorala da se ostavi sporta i vrati glumi.
Potkraj 1970-ih otkrio ga je redatelj John Carpertner koji mu je dodijelio niz uloga u kojima se iskarakterizirao kao akcijski junak (Bijeg iz New Yorka, Stvor).
Tijekom 1980-ih nastavlja nastupati u nizu akcijskih filmova, poput Tequila Sunrise (s Melom Gibsonom) i Tango i Cash (sa Sylvestrom Stalloneom), čime učvršćuje status akcijske zvijezde.
U devedesetima glumi u nekoliko uspješnih filmova, poput Zvjezdanih vrata (1994.) i Konačne odluke (1996.). Od kraja 90-ih tumaći različiti raspon uloga s većim naglaskom na karakternim likovima.
Ipak, u filmu "Otporan na smrt"(redatelj Quentin Tarantino) glumio je poludjelog i psihotičnog kaskadera Mikea.
On je stvarni redatelj filma Tombstone (gdje je on imao ulogu Wyatta Earpa), a ne George P. Cosmatos, što je otkrio tek nakon redateljeve smrti 2005.
Bavio se jedno vrijeme i glazbom.
Promiče liberalne vrijednosti, pa je često imao osjećaj izopćenosti u Hollywoodu.

## Privatni život
Ženio se jednom, sa Season Hubley i iz tog kratkog braka ima sina Olivera.
Od 1983. godine u vezi je s oskarovkom Goldie Hawn, čija djeca Kate i Oliver Hudson smatraju Kurta svojim ocem. S Goldie je 1986. dobio sina Wyatta, koji je sada profesionalni hokejaš.

## Filmografija
| Godina | Film                                            | Uloga                                       | Bilješke                   |
| ------ | ----------------------------------------------- | ------------------------------------------- | -------------------------- |
| 1962.  | Nick Barlow: My Biggest Headache                | Nick Barlow                                 |                            |
| 1963.  | It Happened at the World's Fair                 | dječak koji udara Mikea                     | nepotpisan                 |
| 1964.  | Guns of Diablo                                  | Jamie McPheeters                            |                            |
| 1965.  | Gilliganov otok (1 epizoda)                     | dječak iz prašume                           |                            |
| 1965.  | Lost In Space (1 epizoda)                       |                                             |                            |
| 1966.  | Follow Me, Boys!                                | Whitey                                      |                            |
| 1967.  | Mosby's Marauders                               | vojnik Willie Prentiss                      |                            |
| 1968.  | Guns in the Heather                             | Rich                                        |                            |
| 1968.  | The One and Only, Genuine, Original Family Band | Sidney Bower                                |                            |
| 1968.  | The Horse in the Gray Flannel Suit              | Ronnie Gardner                              |                            |
| 1969.  | Kompjuter nosi nosi tenisice                    | Dexter Riley                                |                            |
| 1971.  | The Barefoot Executive                          | Steven Post                                 |                            |
| 1971.  | Fools' Parade                                   | Johnny Jesus                                |                            |
| 1972.  | Now You See Him, Now You Don't                  | Dexter Riley                                |                            |
| 1973.  | Charley and the Angel                           | Ray Ferris                                  |                            |
| 1973.  | Superdad                                        | Bart                                        |                            |
| 1975.  | The Strongest Man in the World                  | Dexter Riley                                |                            |
| 1975.  | The Deadly Tower                                | Charles Whitman                             | televizijski film          |
| 1976.  | The Captive: The Longest Drive 2                | Morgan 'Two Persons' Bodeen                 | tv serija                  |
| 1976.  | The Quest                                       | Morgan Beaudine                             | tv serija                  |
| 1979.  | Elvis (TV)                                      | Elvis Presley                               | nominiran za Emmy          |
| 1980.  | Staro za novo                                   | Rudolph "Rudy" Russo                        |                            |
| 1981.  | Bijeg iz New Yorka                              | Snake Plissken                              |                            |
| 1981.  | The Fox and the Hound                           | odrasli Copper                              | (posudio glas)             |
| 1982.  | Stvor                                           | R.J. MacReady                               |                            |
| 1983.  | Silkwood                                        | Drew Stephens                               | nominiran za Zlatni globus |
| 1984.  | Swing Shift                                     | Mike "Lucky" Lockhart                       |                            |
| 1985.  | The Mean Season                                 | Malcolm Anderson                            |                            |
| 1986.  | Velika gužva u Kineskoj četvrti                 | Jack Burton                                 |                            |
| 1986.  | The Best of Times                               | Reno Hightower                              |                            |
| 1987.  | Overboard                                       | Dean Proffitt                               |                            |
| 1988.  | Tequila Sunrise                                 | Nicholas Frescia                            |                            |
| 1989.  | Tango i Cash                                    | Gabriel "Gabe" Cash                         |                            |
| 1991.  | Vatrene kacige                                  | Stephen 'Bull' McCaffrey / Dennis McCaffrey |                            |
| 1992.  | Nezakonit ulazak                                | Michael Carr                                |                            |
| 1992.  | Kapetan Ron                                     | kapetan Ron                                 |                            |
| 1993.  | Legendarni Tombstone                            | Wyatt Earp                                  | i kao koproducent          |
| 1994.  | Zvjezdana vrata                                 | Jack O'Neill                                |                            |
| 1994.  | Forrest Gump                                    | posudio glas                                | nepotpisan                 |
| 1996.  | Konačna odluka                                  | dr. David Grant                             |                            |
| 1996.  | Bijeg iz L.A.                                   | Snake Plissken                              | i ko-scenarist             |
| 1997.  | Slom                                            | Jeffrey "Jeff" Taylor                       |                            |
| 1998.  | Vojnik                                          | Todd                                        |                            |
| 2001.  | Krađa stoljeća                                  | Michael Zane                                |                            |
| 2001.  | Nebo boje vanilije                              | McCabe                                      |                            |
| 2002.  | Interstate 60                                   | satnik Ives                                 |                            |
| 2003.  | Prljavi plavci                                  | Eldon Perry                                 |                            |
| 2004.  | Pravi igrači                                    | Herb Brooks                                 |                            |
| 2005.  | Gimnazija za superjunake                        | Steve Stronghold                            |                            |
| 2005.  | Ostvareni snovi                                 | Ben Crane                                   |                            |
| 2006.  | Posejdon                                        | Robert Ramsey                               |                            |
| 2007.  | Otporan na smrt                                 | kaskader Mike Mikke                         |                            |
| 2015.  | Fast & Furious 7                                |                                             |                            |

## Zanimljivosti
- Veliki je obožavatelj Elvisa Presleyja[2] u čijem je filmu i glumio 1963. godine, a portretirao ga je 1979. Također, dao mu je glas u filmu Forrest Gump,[2] a glumio je i oponašatelja Elvisa u filmu 3000 miljla do Gracelanda.
- Kraće vrijeme bio je profesionalni igrač bejzbola.[2]
- Licencirani je pilot te je tu vještinu iskoristio u nekim svojim filmovima.